# Sumatraan (vis)
De Sumatraan (Puntius tetrazona) is een tropische vis die ook als aquariumvis gehouden wordt. Het is een lid van de familie van de eigenlijke karpers (Cyprinidae). Ze komen oorspronkelijk uit Zuidoost-Azië  (Indonesië).
Het is een levendige, vreedzame scholenvis die veel vrije zwemruimte nodig heeft in een aquarium van minimaal 80 centimeter dat aan de randen en achtergrond dicht beplant is. Hij moet met minimaal 8 - 10 exemplaren worden gehouden. Hij is af en toe een beetje bijterig ten opzichte van vissen met lange vinnen (zoals Maanvissen). In de school heerst een bepaalde rangorde. Hij kan dus niet direct met alle vissen samen gehouden worden. De planten moeten enigszins hard zijn, daar de dieren aan zachte planten vreten. 
Het is een alleseter, waarbij plantaardige kost zeker niet op het menu mag ontbreken.
De kweek is niet echt eenvoudig. De kweekdieren moeten goed uitgezocht worden voor wat betreft conditie, kleur en tekening. Ze moeten tevoren goed gevoerd worden. De eieren worden in trosjes afgezet tussen de planten. Na het afzetten moeten de ouderdieren worden verwijderd omdat ze zich anders aan de eieren vergrijpen. De jongen komen na 30 uur uit en na een dag of vijf zwemmen ze vrij. Ze kunnen worden grootgebracht met Artemia-naupliën en wat later met fijngewreven droogvoer. 